# Georg Lübke
Georg Lübke (* 31. März 1859 in Bülstringen bei Calvörde; † 17. Juli 1924 in Braunschweig) war ein deutscher Architekt und Hochschullehrer.

## Leben

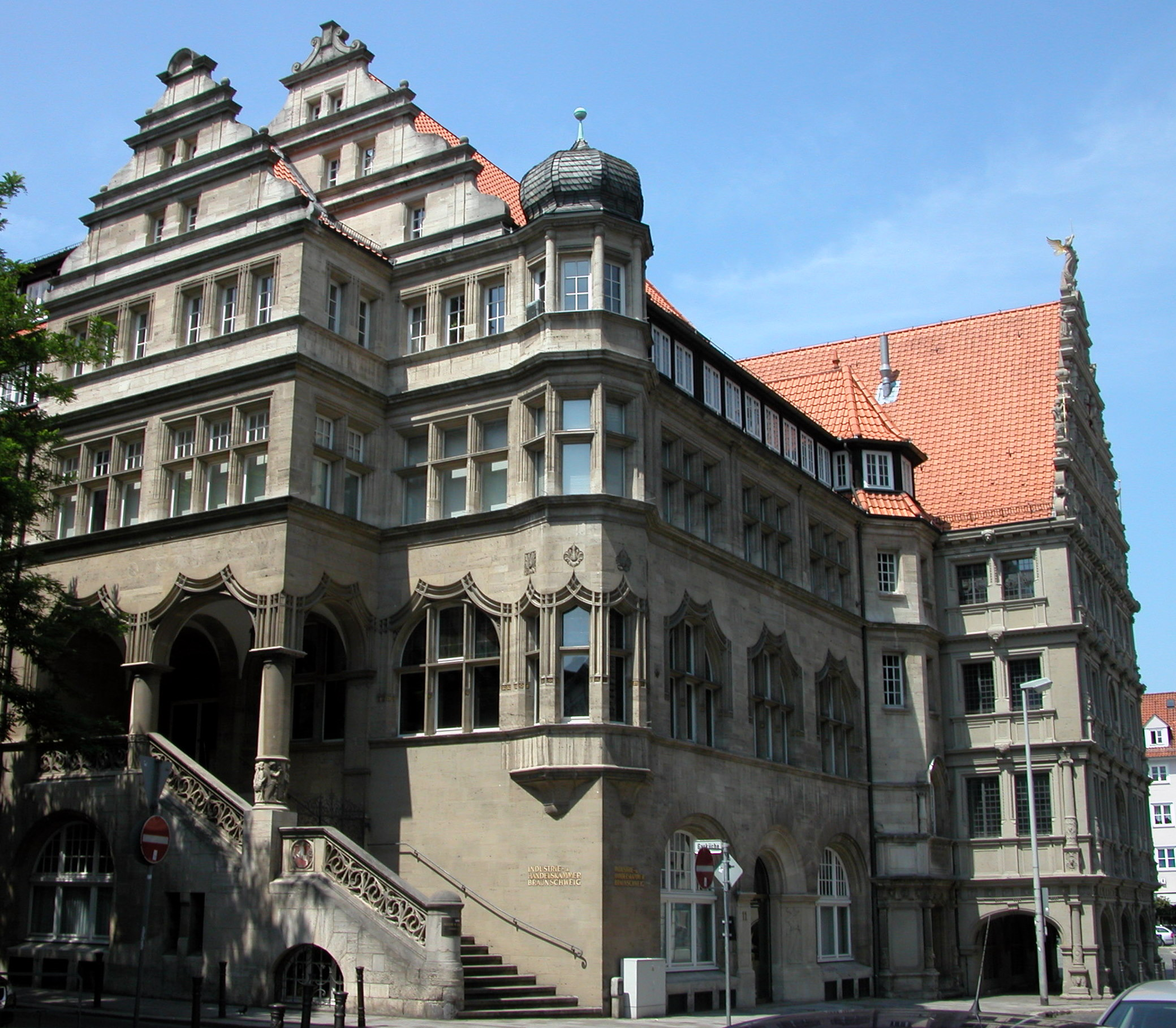
Gebäude der Handelskammer Braunschweig, rechts die Ostfassade des Gewandhauses

Lübke studierte von 1879 bis 1883 Architektur in Berlin, legte anschließend die Bauführerprüfung und 1887 die Baumeisterprüfung ab. Von 1887 bis 1897 war er in Berlin als Regierungsbaumeister (Assessor in der öffentlichen Bauverwaltung) und danach bis 1901 als Bauinspektor tätig. Er erhielt 1901 einen Ruf als Professor für Architektur an die Technische Hochschule Braunschweig, wo er Nachfolger von Constantin Uhde wurde und zunächst die Lehrfächer Formenlehre der antiken Baukunst und der Renaissance übernahm.
Lübke war ein Mitglied im Bund der Freimaurer, seine Loge „Bruderbund am Fichtenberg“ ist in Berlin-Steglitz ansässig. 

## Werk

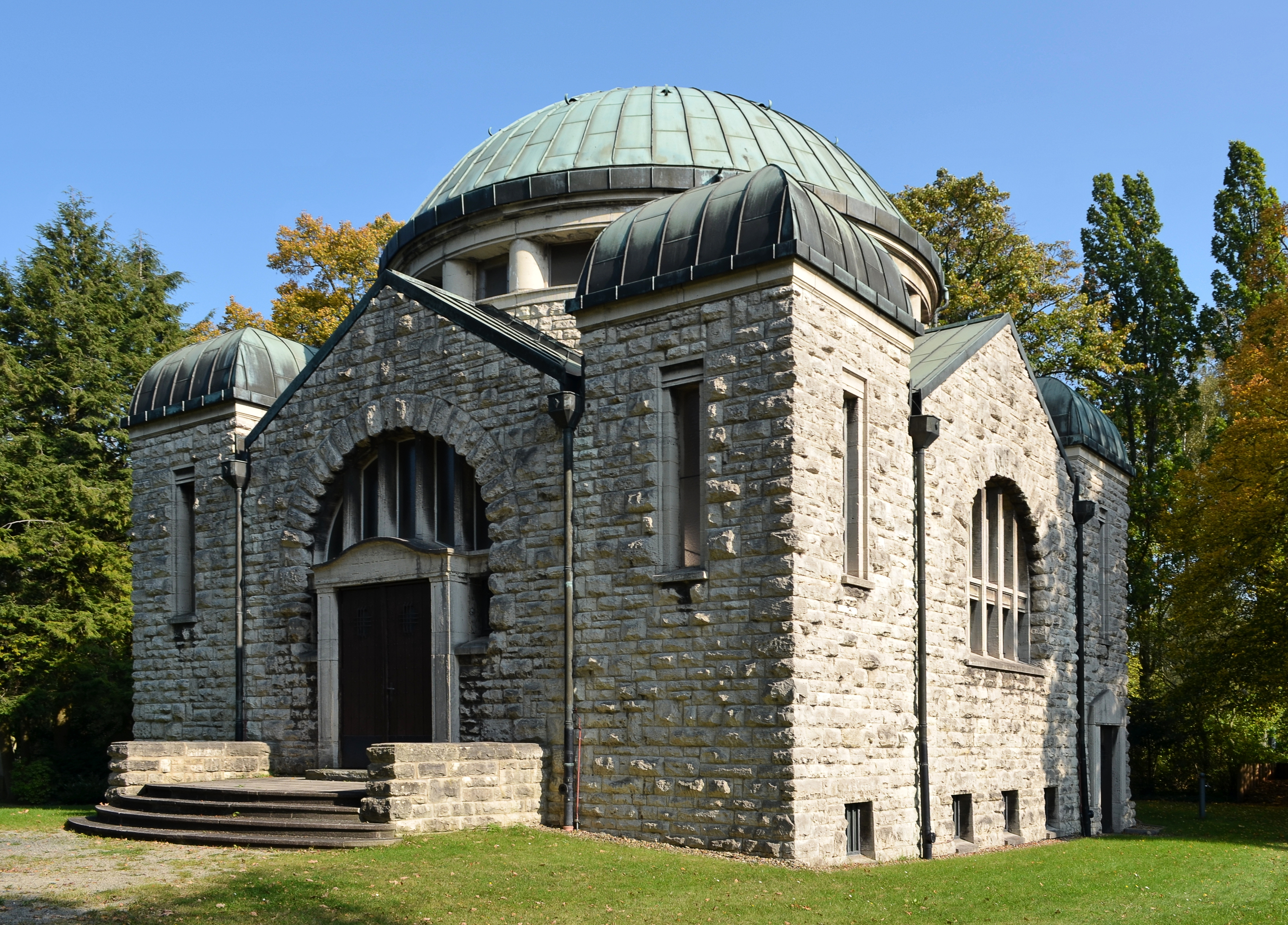
Kapelle auf dem Jüdischen Friedhof Helmstedter Straße

Er schuf die Evangelische Kirche in Konz bei Trier (1896–1897) und mehrere Wohnhäuser in Berlin und Nürnberg. In Braunschweig entwarf er u. a. das 1910 fertiggestellte Gebäude der Industrie- und Handelskammer, das Luisenstift in der Ludwigstraße (1906–1910), die Kapelle auf dem Jüdischen Friedhof (1914) und die Fassade des im Zweiten Weltkrieg zerstörten Hauses Litolff (1904). In der weiteren Umgebung entstanden nach seinen Entwürfen u. a. die Martinskapelle in Wolfenbüttel (1917) und das Fritz-König-Stift in Bad Harzburg (1910).
Er gestaltete zusammen mit Otto Techow das Logenhaus in Berlin-Steglitz, Albrechtstraße 112a. Das Interieur war mit Rosettenfenstern ausgestattet. Die Decken der Räume waren teilweise mit gotischen Deckenbögen gestaltet. In der oberen Etage im hinteren Teil des Gebäudes fand die Logenarbeit statt, einem großen, blau gefassten, klassizistisch gestalteten Arbeitstempel, der mit einer Orgelempore ausgestattet war. Die unteren Räume wurden als Restaurant genutzt, das auch der Bevölkerung offenstand. Nach der Machtübernahme durch die Nationalsozialisten musste sich die Loge „Bruderbund am Fichtenberg“ wie alle anderen deutschen Logen auflösen. Die Loge war auch gezwungen, ihr Haus mit Garten zu verkaufen. Im Zweiten Weltkrieg wurde das Logenhaus komplett zerstört.